# Associazione Sportiva Sora 2003-2004
Questa voce raccoglie le informazioni riguardanti l'Associazione Sportiva Sora nelle competizioni ufficiali della stagione 2003-2004.

## Rosa
| N. |                    | Ruolo | Calciatore                  |
| -- | ------------------ | ----- | --------------------------- |
|    | Italia (bandiera)  | C     | Fabrizio Antonini           |
|    | Italia (bandiera)  | A     | Vincenzo Aurino             |
|    | Italia (bandiera)  | C     | Michele Baldini             |
|    | Italia (bandiera)  | C     | Raffaele Battisti           |
|    | Italia (bandiera)  | C     | Patrizio Billio             |
|    | Italia (bandiera)  | C     | Mauro Calvi                 |
|    | Italia (bandiera)  | C     | Massimo Campo               |
|    | Italia (bandiera)  | P     | Luca Capecchi               |
|    | Italia (bandiera)  | D     | Massimiliano Cianfarani     |
|    | Italia (bandiera)  | C     | Christian Cimarelli         |
|    | Italia (bandiera)  | D     | Salvatore Colletto          |
|    | Francia (bandiera) | P     | Stephan Coqu                |
|    | Italia (bandiera)  | C     | Giovanni Costanzo           |
|    | Italia (bandiera)  | D     | Andrea De Ciantis           |
|    | Italia (bandiera)  | A     | Pietro Davide Dell'Orzo     |
|    | Italia (bandiera)  | A     | Fabio Salvatore Di Domenico |
|    | Italia (bandiera)  | P     | Mario Di Girolamo           |

| N. |                    | Ruolo | Calciatore           |
| -- | ------------------ | ----- | -------------------- |
|    | Italia (bandiera)  | A     | Michele Di Piedi     |
|    | Italia (bandiera)  | D     | Cristiano Donà       |
|    | Italia (bandiera)  | C     | Davide Faieta        |
|    | Italia (bandiera)  | D     | Nicola Fumai         |
|    | Italia (bandiera)  | D     | Alberto Mantelli     |
|    | Italia (bandiera)  | D     | Archimede Morleo     |
|    | Italia (bandiera)  | C     | Salvatore Novembrino |
|    | Italia (bandiera)  | D     | Giampaolo Parisi     |
|    | Italia (bandiera)  | A     | Roberto Pasca        |
|    | Italia (bandiera)  | C     | Mirko Quaresima      |
|    | Italia (bandiera)  | C     | Paolo Ramora         |
|    | Italia (bandiera)  | P     | Francesco Ripa       |
|    | Italia (bandiera)  | C     | Francesco Sorbino    |
|    | Italia (bandiera)  | D     | Mirko Taccola        |
|    | Italia (bandiera)  | C     | Marco Vianello       |
|    | Francia (bandiera) | D     | Sofiene Zaaboub      |
|    | Italia (bandiera)  | C     | Paolo Zaccagnini     |

## Risultati

### Serie C1

#### Girone di andata
| 31 agosto 2003 1ª giornata | Sora | 0 – 1 | Sporting Benevento |  |

| 7 settembre 2003 2ª giornata | Crotone | 1 – 0 | Sora |  |

| 14 settembre 2003 3ª giornata | Sora | 1 – 1 | Lanciano |  |

| 21 settembre 2003 4ª giornata | Martina | 2 – 0 | Sora |  |

| 28 settembre 2003 5ª giornata | Sora | 0 – 0 | Fermana |  |

| 5 novembre 2003 6ª giornata | Catanzaro | 1 – 0 | Sora |  |

| 12 ottobre 2003 7ª giornata | Sora | 0 – 0 | Foggia |  |

| 19 ottobre 2003 8ª giornata | Sambenedettese | 0 – 1 | Sora |  |

| 26 ottobre 2003 9ª giornata | Sora | 0 – 0 | Taranto |  |

| 2 novembre 2003 10ª giornata | Acireale | 3 – 0 | Sora |  |

| 9 novembre 2003 11ª giornata | Sora | 2 – 0 | Giulianova |  |

| 16 novembre 2003 12ª giornata | Viterbese | 3 – 1 | Sora |  |

| 23 novembre 2003 13ª giornata | Sora | 0 – 0 | Teramo |  |

| 7 dicembre 2003 14ª giornata | Chieti | 2 – 1 | Sora |  |

| 14 dicembre 2003 15ª giornata | Sora | 2 – 1 | Paternò |  |

| 21 dicembre 2003 16ª giornata | Vis Pesaro | 0 – 0 | Sora |  |

| 6 gennaio 2003 17ª giornata | Sora | 1 – 0 | L'Aquila |  |

#### Girone di ritorno
| 11 gennaio 2004 18ª giornata | Sporting Benevento | 2 – 0 | Sora |  |

| 18 gennaio 2004 19ª giornata | Sora | 2 – 1 | Crotone |  |

| 1º febbraio 2004 20ª giornata | Lanciano | 2 – 0 | Sora |  |

| 8 febbraio 2004 21ª giornata | Sora | 2 – 0 | Martina |  |

| 15 febbraio 2004 22ª giornata | Fermana | 2 – 0 | Sora |  |

| 22 febbraio 2004 23ª giornata | Sora | 2 – 1 | Catanzaro |  |

| 7 marzo 2004 24ª giornata | Foggia | 1 – 1 | Sora |  |

| 14 marzo 2004 25ª giornata | Sora | 1 – 1 | Sambenedettese |  |

| 21 marzo 2004 26ª giornata | Taranto | 0 – 2 | Sora |  |

| 28 marzo 2004 27ª giornata | Sora | 1 – 1 | Acireale |  |

| 4 aprile 2004 28ª giornata | Giulianova | 1 – 0 | Sora |  |

| 10 aprile 2004 29ª giornata | Sora | 1 – 1 | Viterbo |  |

| 18 aprile 2004 30ª giornata | Teramo | 3 – 2 | Sora |  |

| 25 aprile 2004 31ª giornata | Sora | 1 – 1 | Chieti |  |

| 2 maggio 2004 32ª giornata | Paternò | 2 – 0 | Sora |  |

| 9 maggio 2004 33ª giornata | Sora | 2 – 1 | Vis Pesaro |  |

| 16 maggio 2004 34ª giornata | L'Aquila | 0 – 1 | Sora |  |